# Spugna contraccettiva

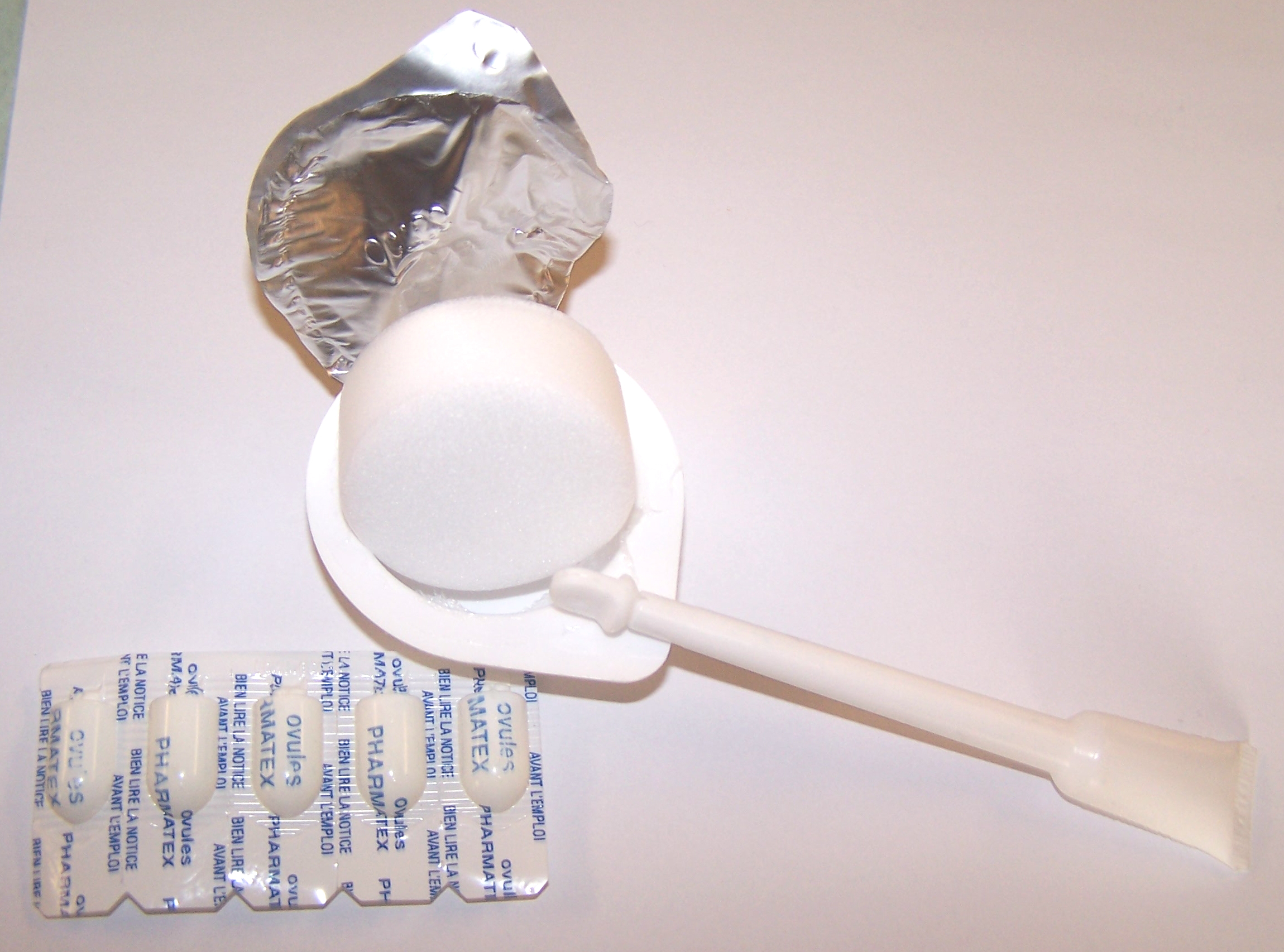
Un kit con spugna spermicida

La spugna contraccettiva è un metodo di contraccezione che somma la barriera fisica all'azione di uno spermicida per prevenire il concepimento.